# Euphorbia hoffmanniana
Euphorbia hoffmanniana är en törelväxtart som först beskrevs av Johann Friedrich Klotzsch och Christian August Friedrich Garcke, och fick sitt nu gällande namn av Pierre Edmond Boissier. Euphorbia hoffmanniana ingår i släktet törlar, och familjen törelväxter.
Artens utbredningsområde är Costa Rica. Inga underarter finns listade i Catalogue of Life.